# Bullpup

Steyr AUG A1

Unter Bullpup ([ˈbʊlpʌp] von englisch bulldog-puppy, Bulldoggenwelpe) versteht man eine (zunächst ungewöhnliche) Bauweise von Handfeuerwaffen, bei der das Patronenlager (mindestens teilweise) hinter dem Griffstück mit dem Abzug liegt. Der deutsche Begriff für diese Bauweise lautet Hinterschaftlader.
Vor- und Nachteile der Hinterschaftlader gegenüber den Handfeuerwaffen in gewöhnlicher Bauweise
- Bei gleicher Lauflänge ergibt sich eine kleinere Gesamtlänge.
- Der Masseschwerpunkt liegt näher am Schützen.
- Die Wahrscheinlichkeit, dass ausgeworfene heiße Patronenhülsen den Schützen treffen, ist größer.
- Der aufwendigere Mechanismus macht die Waffe theoretisch weniger zuverlässig und teurer.
- Das Einsetzen der Patronen oder der Magazine ist schwieriger.
- Die heißen Teile werden schlechter gekühlt.

Die kurze Bauweise soll die Führigkeit der Waffe in räumlich engen Verhältnissen – z. B. CQB und Transport- und Gefechtsfahrzeugen – verbessern.

## Geschichte

### Prototypen
Die erste bekannte, vollwertige Bullpupwaffe war der britische Thorneycroft-Karabiner aus dem Jahr 1901. Er war kürzer als das Konkurrenzgewehr Lee-Enfield und besaß ein internes Magazin mit der halben Kapazität.
Das erste Bullpup-Sturmgewehr wurde im Jahr 1943 vom Briten Stanley Thorpe entwickelt. Zu weiteren frühen militärischen Hinterschaftladern zählt das sowjetische TKB-408 aus dem Jahr 1946, gefolgt von den britischen Nachkriegsprototypen Enfield EM-1 und EM-2, beides Gasdrucklader mit experimentellem Kaliber und optischer Zielvorrichtung.

### Ordonnanzwaffen
Die erste in Serie produzierte und zur Ordonnanz angenommene Bullpupwaffe der Welt war die tschechisch-deutsche Panzerbüchse M.SS41, die 1941 eingeführt und von der Waffen-SS während des Zweiten Weltkrieges eingesetzt wurde.

## Modelle
Die Bullpup-Bauweise ist mittlerweile weit verbreitet. Zu den bekanntesten Vertretern zählen das österreichische Steyr AUG (Sturmgewehr 77/StG 77), das französische FAMAS und das britische L85. Auch aus Belgien (FN F2000), China (Typ 95), Singapur (SAR-21), Kroatien (HS Produkt VHS) und Israel (Tavor TAR-21) stammen entsprechende Entwicklungen. Neben weiteren Sturmgewehren existieren diverse z. T. umgebaute Scharfschützenwaffen (QBU-88, Barrett M90 & 95, Steyr IWS 2000, Walther WA2000, Keppeler KS V) und Maschinenpistolen (Steyr AUG para, FN P90) im Bullpup-Design. Ein Einzelstück ist die Jackhammer, eine vollautomatische Schrotflinte in Bullpup-Bauweise. Selten wird die Bullpup-Bauweise bei Kurzwaffen wie der Boberg XR9-S angewendet.
International setzen zum Beispiel die Armeen Großbritanniens, Österreichs und Australiens auf Bullpup, während zum Beispiel die Armeen der Vereinigten Staaten, der Schweiz und Deutschlands die konventionelle Bauart bevorzugen.

Bekannte Bullpup-Gewehre
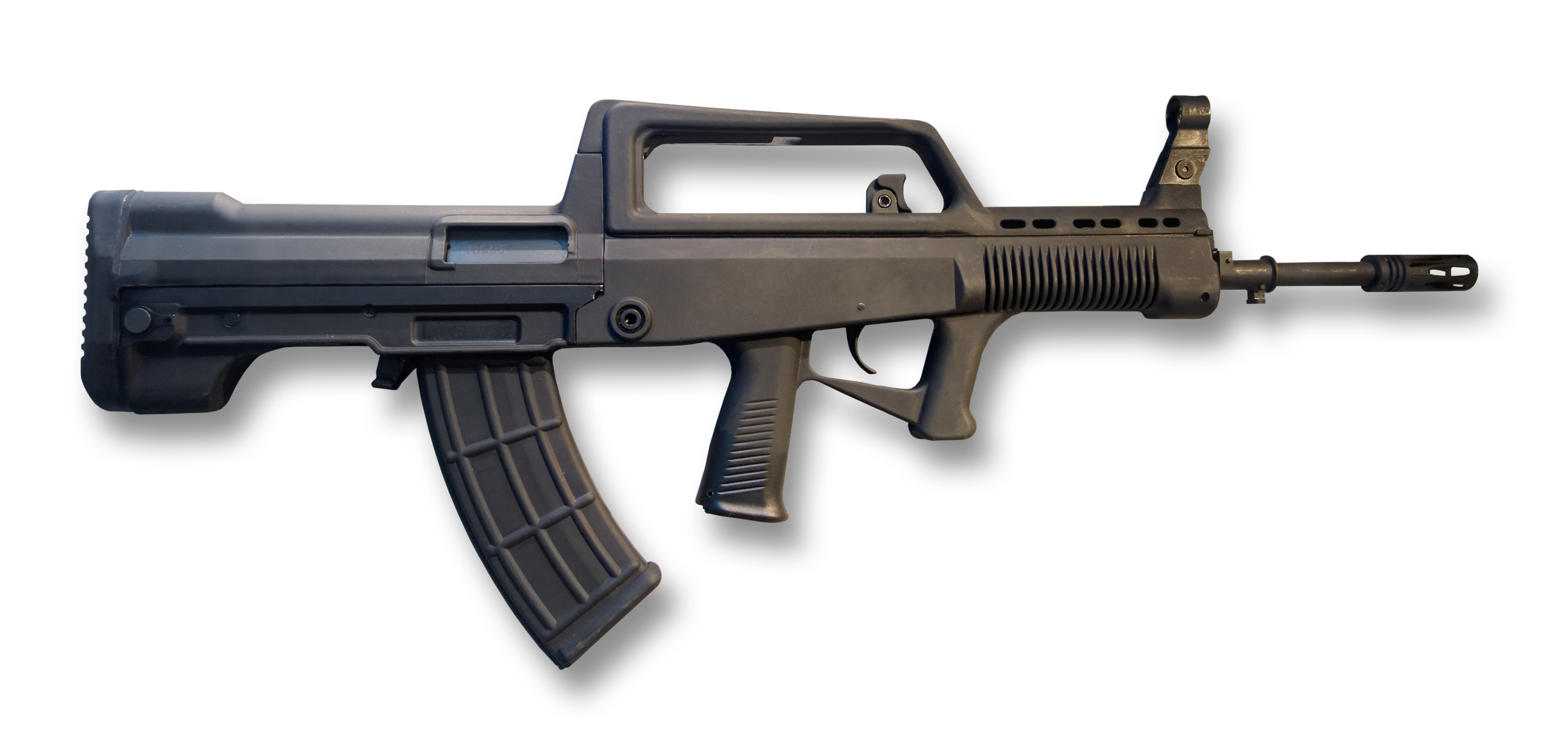
Volksrepublik China Typ 95
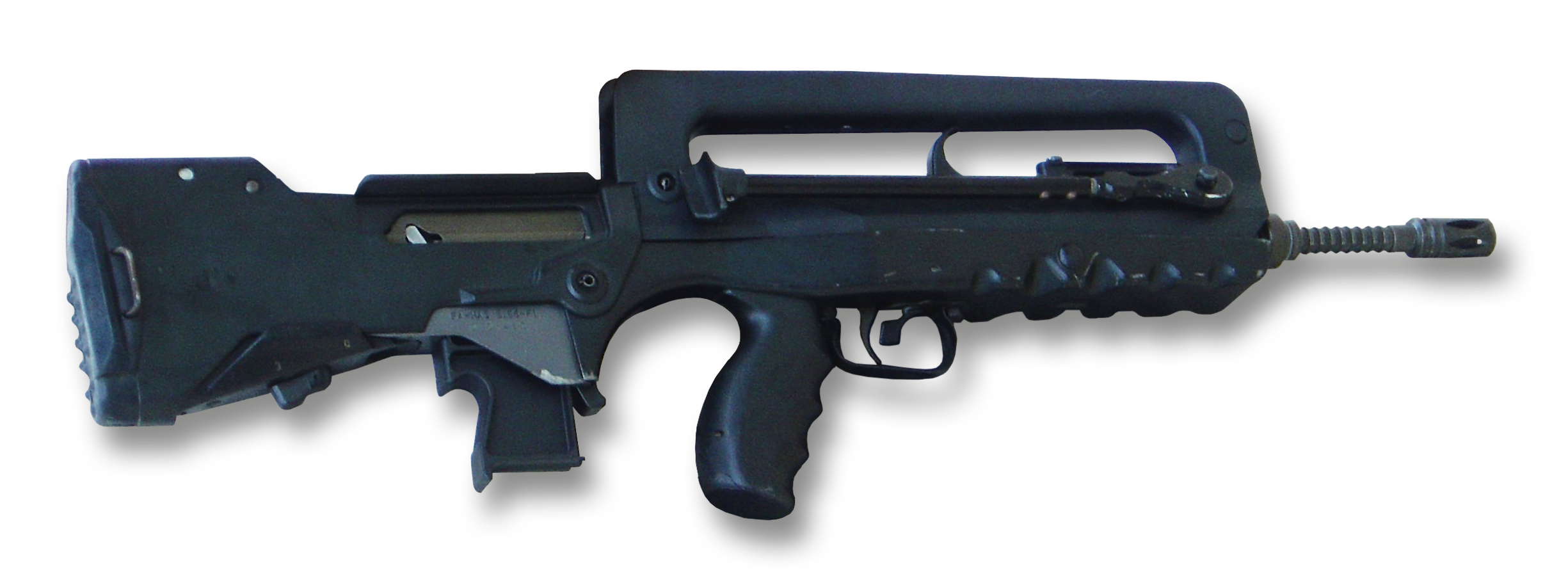
Frankreich FAMAS
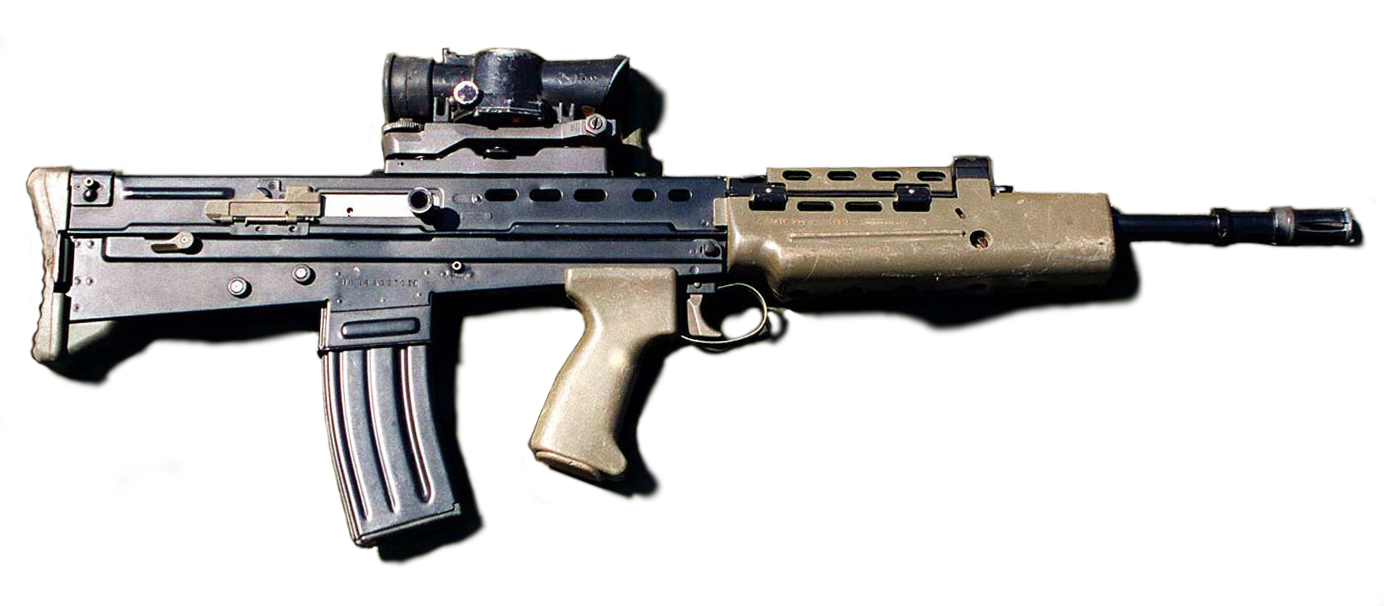
Vereinigtes Königreich SA80
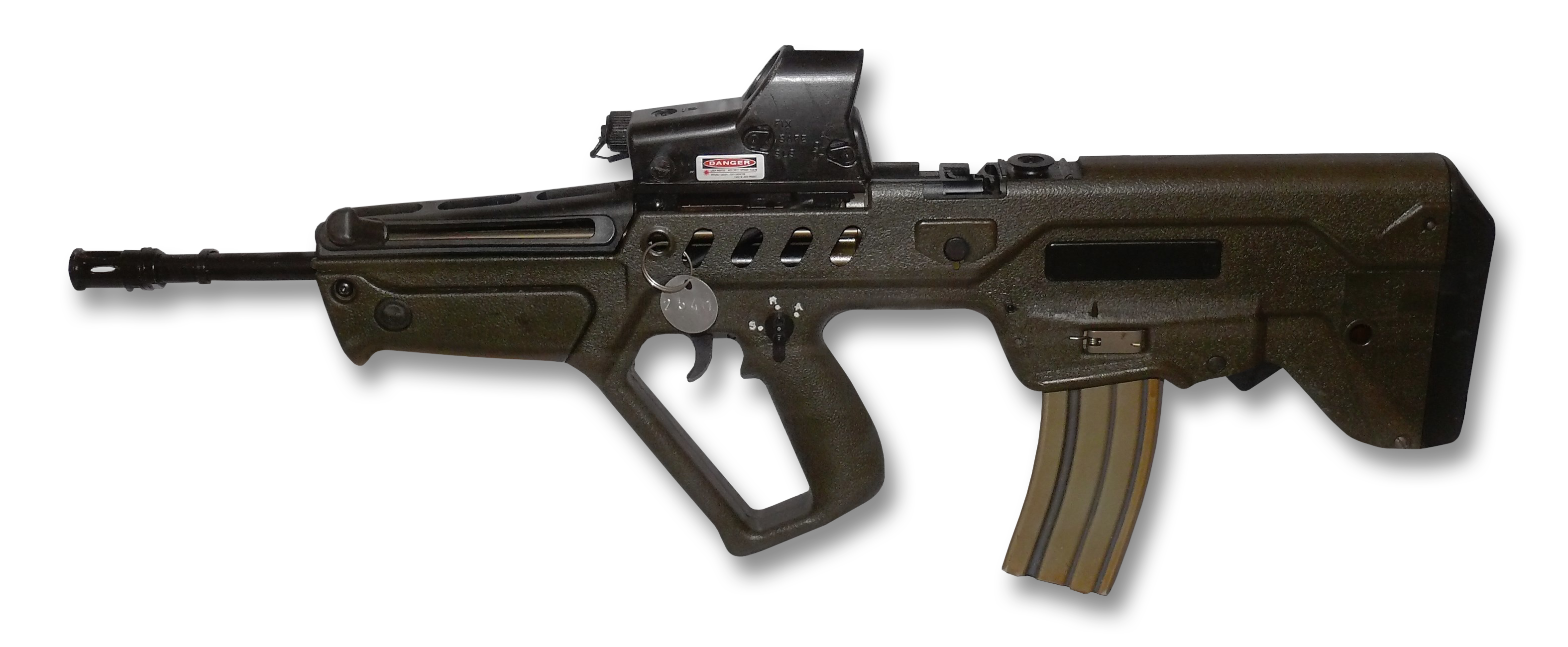
Israel Tavor TAR-21
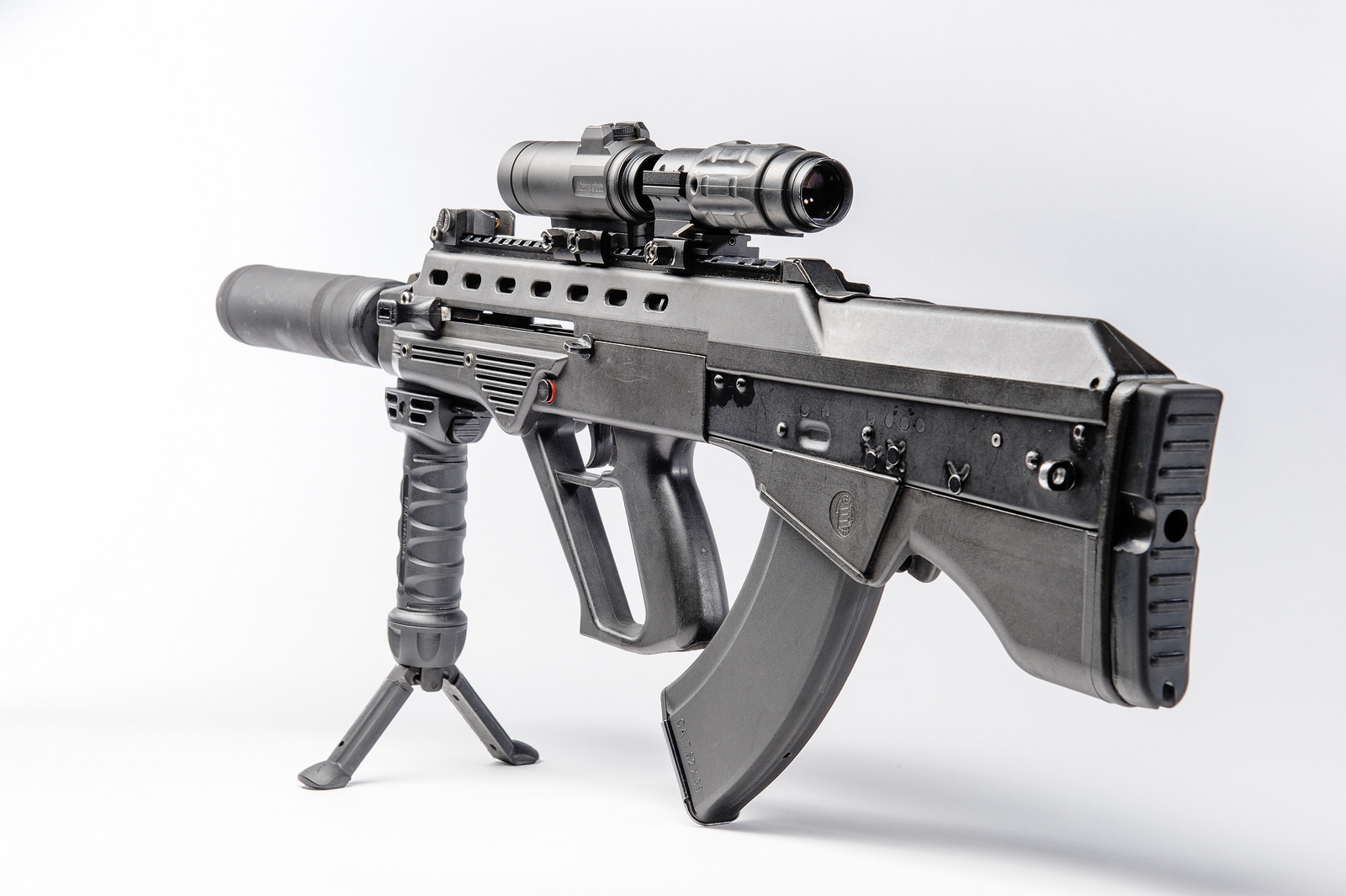
Ukraine Maljuk